# Ройт, Элизабет
Эли́забет Ройт (англ. Elizabeth Royte; 1960, Челмсфорд, Массачусетс, США) — американский писатель и научный журналист. Получила широкую известность как автор книг «Мусорная земля: на тайной тропе отбросов» (англ. Garbage Land: On the Secret Trail of Trash), «Утренняя ванна тапира: разгадка загадок влажного тропического леса и учёные, которые пытаются их разгадать» (англ. The Tapir's Morning Bath: Solving the Mysteries of the Tropical Rain Forest and the Scientists Who Are Trying to Solve Them) и «Бутылкомания: как вода пошла на продажу и почему мы её покупаем» (англ. Bottlemania: How Water Went on Sale and Why We Bought It).

## Биография
Родилась в 1960 году в Челмсфорде. Мать работала воспитателем в детском саду, а затем в области раннего детского образования проводя занятия с педагогами и занимаясь с маленькими детьми, а отец был психологом. Её дядей является театральный режиссёр и продюсер Роберт Калфин.
Автор статей в журналах: Harper's Magazine, National Geographic, Outside, The New York Times Magazine, The New York Times Book Review, The New Yorker, The Nation, Elle, Huffington Post, Pacific Standard.
Проживает вместе с мужем и дочерью в Бруклине.

## Награды
- New York Times Notable Book of the Year, 2001 — книга The Tapir's Morning Bath: Solving the Mysteries of the Tropical Rain Forest[2]
- Best American Science Writing 2004[2]
- New York Times 100 Notable Book of the Year 2005 — книга Garbage Land: On the Secret Trail of Trash[9]
- A Washington Post Book World Best Books of the Year 2005 — книга Garbage Land: On the Secret Trail of Trash[10]
- Best American Science Writing 2009

## Сочинения

### Книги
- The Tapir's Morning Bath: Solving the Mysteries of the Tropical Rain Forest and the Scientists Who Are Trying to Solve Them. — Houghton Mifflin Harcourt[англ.], 2002. — 328 p.
- Garbage Land: On the Secret Trail of Trash. — NY and Boston: Little, Brown and Company, 2005. — 311 p. ISBN 0-316-73826-3
- Bottlemania: How Water Went on Sale and Why We Bought It. — Bloomsbury Publishing Plc, 2008. — 256 p. ISBN 1596913711("Лучшая из" или "Top 10" книг 2008 года по версии журналов Entertainment Weekly, Seed[англ.], Time Out Chicago и Plenty.
- Bottlemania: Big Business, Local Springs, and the Battle over America's Drinking Water. — Bloomsbury Publishing USA, 2011. — 272 p.

### Статьи
- Let it Burn? // Public Broadcasting Service, 15.03.2004